# Ricard Guanter Flaqué
Ricard Guanter i Flaqué (L'Escala, Alt Empordà, 31 de gener de 1932 - 8 de febrer de 2012) fou un empresari, escriptor i cronista català.

## Biografia
Quedà orfe de pare als quatre anys, raó per la qual de molt petit ingressa al Seminari. Més tard revalida els seus estudis pels de batxillerat. Per lliure obté el títol de mestre. Exerceix de professor al Col·legi del Collell. Guanya per oposició una plaça d'administratiu a l'Ajuntament de l'Escala on hi treballa durant uns anys. Deixa l'Ajuntament i passa al sector privat com empresari immobiliari que juntament amb Montserrat Ballesta Llinàs creen Finques Guanter, empresa que adquireix molt renom i que ha esdevingut negoci familiar.
La seva desinteressada col·laboració en l'àmbit de la comunicació fa palès també la seva tenacitat. De molt jove fou corresponsal de: Diari «Los Sitios» (l'antecessor de l'actual Diari de Girona), de Ràdio Palamós, del Setmanari Empordà, de Barcelona Deportiva, El Mundo, la revista Canigó i, sobretot, durant l'etapa d'empresari, a la revista local l'Escalenc on hi escrivia periòdicament des dels inicis de la revista i que li ha ben guanyat el títol de cronista de l'Escala. Eventualment també col·laborà amb articles de memòria local al Diari de Girona, El Punt. L'any 1955, Ricard Guanter i Flaqué, per encàrrec de Xavier Dalfó, director-editor aleshores de la recordada revista figuerenca-barcelonina Canigó (més tard, fou Isabel-Clara Simó, la seva esposa, qui la dirigí), anà a entrevistar Caterina Albert i Paradís, Víctor Català. Una entrevista que, com a resultat de les seves sovintejades converses posteriors amb la seva veïna Víctor Català, n'originarien d'altres, que anys més tard Guanter fan néixer un llibre que descriu la vida personal de la il·lustre escriptora de l'Escala, escrit des de la proximitat d'algú qui va guanyar l'amistat de Víctor Català i que li va merèixer de la mateixa escriptora aquesta dedicatòria: «A Ricard Guanter, desitjant que Déu li deixi arribar a plena maduresa les excel·lents qualitats que tanca en son si».
Ricard Guanter en la biografia de Víctor Català comenta:
"sobretot, em va impactar que ella, ja famosa en aquells moments, es molestés a atendre un simple aficionat de periodista amb la bonhomia i el respecte amb què ho va fer"

## Obra literària
Constant en escriure, en el camp de les lletres deixa dos llibres: 
- L'Escala, el tarannà d'un poble, on relata els antics costums del poble.
- Caterina Albert i Paradís, Víctor Català, vista per un escalenc (allò que les biografies no diuen)